# Списак стена
Овде је приказан списак стена који није коначан.
|  |  |  |  |  |  |  |  |  |  |  |  |  |  |  |  |  |  |  |  |  |  |  |  |  |  |  |  |  |  |

### A
- Актинолитски шкриљац
- Амфиболит
- Андезит
- Анортозит
- Аплит
- Аргилит
- Аркоза
- Аргилошист
- Aлевролит

### Б
- Базалт
- Базанит
- Бигар
- Бонинит
- Бреча

### В
- Вариолит

### Г
- Габро
- Гипс
- Гнајс
- Грајзен
- Гранит
- Гранодиорит
- Гранодиорит-порфирит
- Гранулит
- Граувака
- Глина

### Д
- Дацит
- Дијабаз
- Дијатомејска земља
- Диорит
- Долерит
- Доломит
- Дунит

### E
- Евапорит
- Еклогит
- Епидиорит

### Ж
- Жадеитит

### З
- Зелени шкриљац

### И
- Игнимбрит

### K
- Карбонатит
- Кварцдиорит
- Кварцдиорит-порфирит
- Кварцит
- Кварцкератофир
- Кварцлатит
- Кварцмонцонит
- Кварцпорфир
- Кварцпорфирит
- Кератофир
- Кимберлит
- Коматит
- Конгломерат
- Креда
- Кречњак

### Л
- Лампрофир
- Лапорац
- Латит
- Лерзолит (варијетет перидотита)
- Лес
- Лигнит

### M
- Магнезит
- Мермер
- Мермерни оникс
- Мигматит
- Микашист
- Милонит
- Монцонит

### H
- Нефелин сијенит
- Нефелинит
- Новакулит
- Норит

### O
- Оолит
- Опсидијан

### П
- Пегматит
- Перидотит
- Песак
- Пешчар
- Пикрит
- Пирокластит
- Пироксенит
- Порфир
- Пропилит

### Р
- Риодацит
- Риолит
- Рожнац

### С
- Серпентинит
- Сијенит
- Скарн
- Спилит
- Сига

### T
- Талкни шкриљац
- Трахит
- Турбидит
- Туф
- Туфит
- Туфозни пешчар
- Травертин

### У
- Угаљ
- Уљни шкриљац

### Ф
- Филит
- Фонолит

### Х
- Харцбургит (варијетет перидотита)
- Хлоритски шкриљац